# Edward Pierson Ramsay
Edward Pierson Ramsay (Dobroyd Head, 3 dicembre 1842 – Sydney, 16 dicembre 1916) è stato un ornitologo e naturalista australiano.

## Biografia
Tra il 1863 e il 1865 studiò medicina all'Università di Sydney. Divenne il primo conservatore di origine australiana del Museo d'Australia. Pubblicò, dal 1876 al 1894, il Catalogue of the Australian Birds in the Australian Museum at Sydney [Catalogo degli Uccelli Australiani nel Museo d'Australia di Sydney], suddiviso in quattro parti.
Nel 1883, assistette a Londra ad un'esposizione internazionale sulla pesca. Qua incontrò il chirurgo militare Francis Day (1829-1889), il quale aveva assemblato una immensa collezione di pesci raccolti in India, Birmania, Malaysia e in altri luoghi dell'Asia. Ramsay ne acquistò una parte, comprendente 150 specie classificate per la prima volta da Day stesso.
Lasciò il suo impiego nel 1894 per ragioni di salute e continuò a viaggiare per il Museo come ornitologo consulente fino al 1909.